# Jardin suspendu du Petit Ermitage
Le jardin suspendu du Petit Ermitage (en russe : Висячий сад Малого Эрмитажа) est un jardin de l'ensemble architectural du Petit Ermitage, qui fait lui-même partie du complexe muséal du Musée de l'Ermitage à Saint-Pétersbourg. Ce jardin a été réalisé entre 1764 et 1773, par les architectes Jean-Baptiste Vallin de La Mothe et Georg Friedrich Veldten, reconstruit en 1841 par Vassili Stassov. Le jardin suspendu est situé au niveau du premier étage, au dessus des locaux des anciennes écuries et du manège, il occupe l'espace entre les galeries reliant les pavillons nord et sud du Petit Ermitage.
Le jardin est fermé de tous les côtés par de hauts murs qui lui assurent un microclimat : la proximité de la Neva atténue les écarts de température et son orientation nord-sud lui assure un ensoleillement maximum pendant toute la journée. Sous le jardin et les voûtes existe un système de communication d'air qui fournit un chauffage supplémentaire. Grâce à cela, la période de croissance de la végétation commence plus tôt et l'automne la chute des feuilles survient plus tard que dans les autres jardins de Saint-Pétersbourg.

## Histoire de sa réalisation
Avec la réalisation du jardin suspendu débute la construction du bâtiment du Petit Ermitage.

### Réalisation de la partie sud du jardin
Le projet de création du jardin était très important pour l'impératrice Catherine II. Elle a pris le temps d'y réfléchir, à partir des cérémonies de son couronnement à Moscou. Le 5 mai 1763, le projet non achevé est approuvé et envoyé de Moscou à Saint-Pétersbourg pour révision et achèvement.
La réalisation a commencé en 1764, sous la direction de l'architecte Georg Friedrich Veldten. Pendant les travaux de la partie sud par Veldten, il est décidé d'ajouter un chalet pour Grigori Orlov, le favori de Catherine II, actuellement dénommé pavillon sud. Dès 1766, dans la partie terminée du jardin, des plantes sont mises en place. Ce sont surtout des variétés anciennes de rosiers et des fleurs à bulbes. Une cuve remplie d'orangers et de myrtaceaes est amenée de la ville de Hambourg. Le jardin est entouré d'un treillage garni de feuilles d'érables.
« En mai 1766, pour les installer dans le jardin suspendu réalisé par l'architecte Veldten, le sculpteur Dounker, le stucateur Djani, le sculpteur Bauchman sont acquises deux belles statues, des allégories de la Sculpture et de la Peinture ».

### Réalisation de la partie nord du jardin

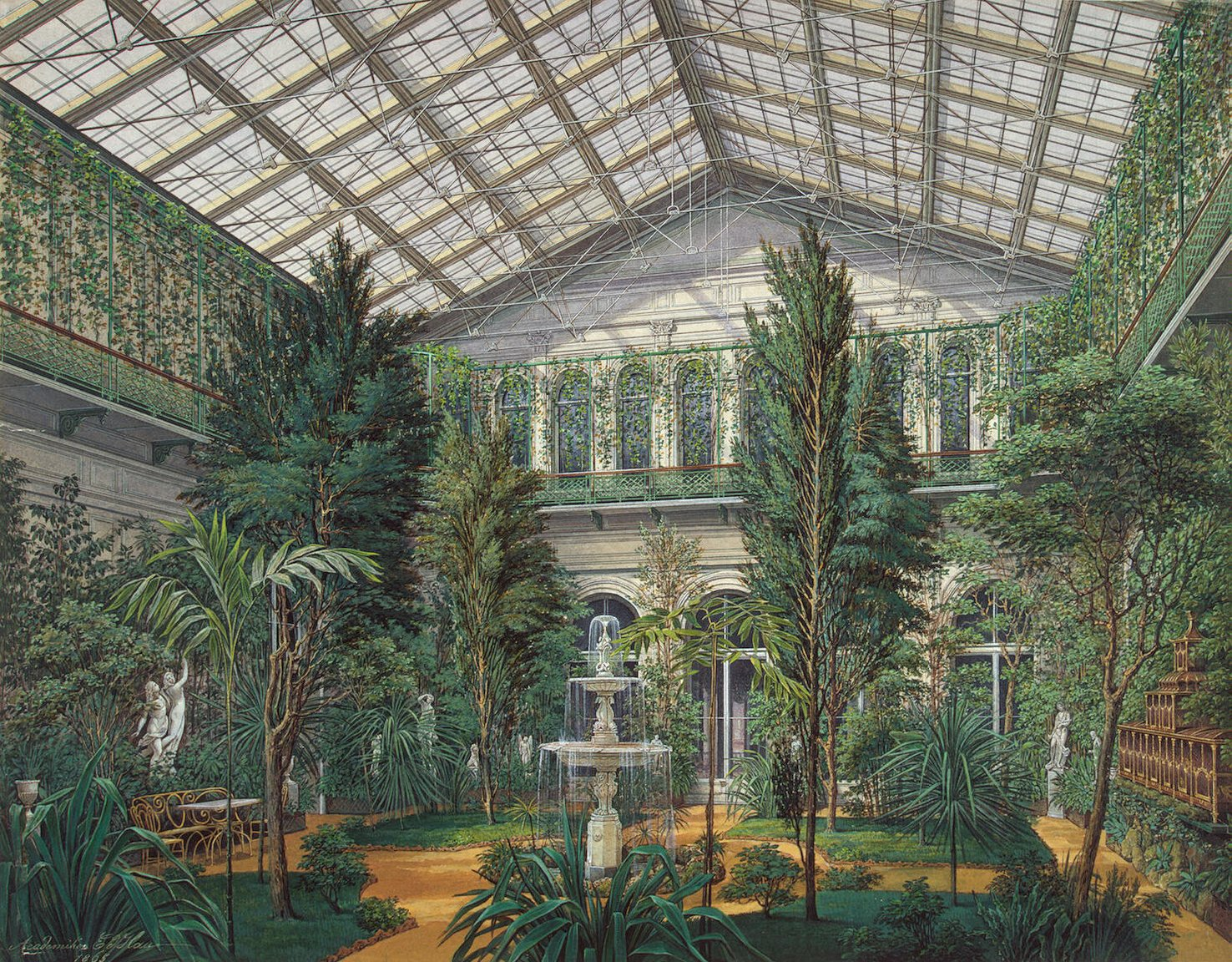
Eduard Hau Vues des salles du Petit Ermitage. Salle d'hiver

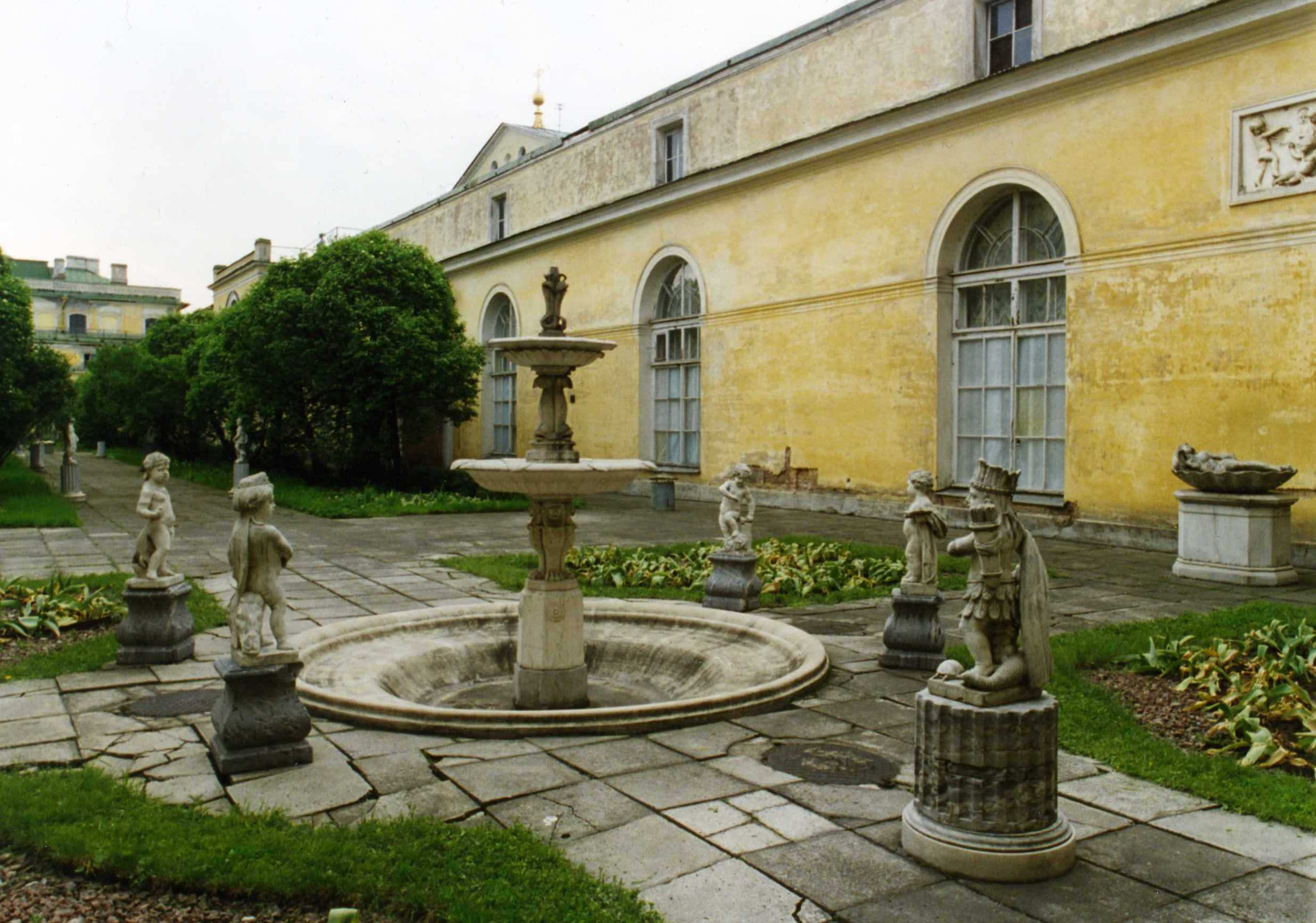
Le jardin suspendu dans les années 1990

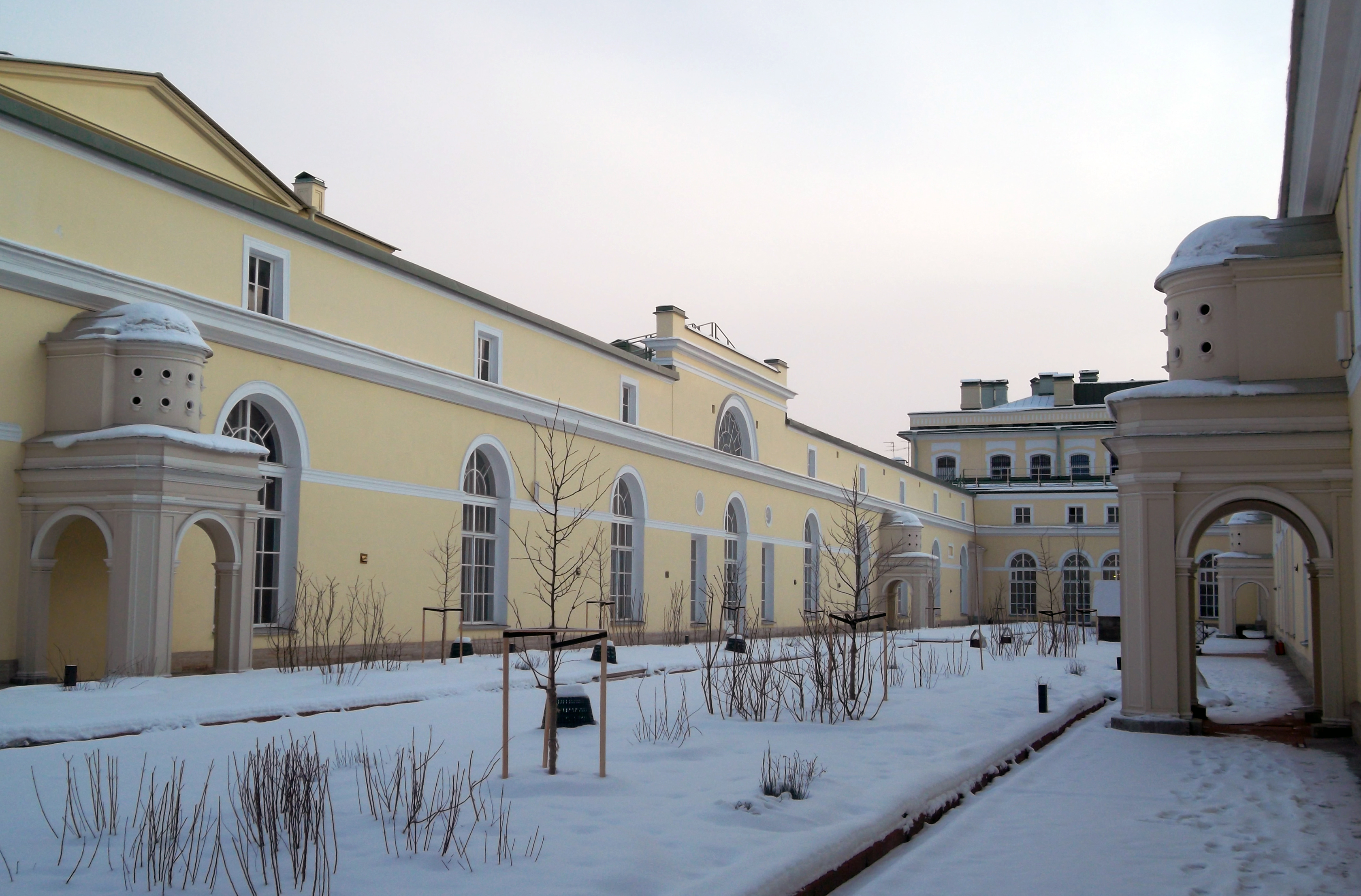
Le jardin suspendu durant l'hiver 2012

Avec la réalisation de l'Orangerie, le pavillon sud du petit Ermitage selon le projet de Jean-Baptiste Vallin de La Mothe, durant la période 1767 à 1769, s'achève la création du jardin. En 1768, deux galeries relient la partie sud à la partie nord, situées l'une à l'ouest et l'autre à l'est. Le jardin suspendu est ainsi entouré des quatre côtés de hauts murs qui le protège des vents et accumule la chaleur solaire.

### Reconstruction dans les années 1840
En raison des infiltrations et du délabrement général des constructions du jardin, une reconstruction est organisée sous la direction de l'architecte Vassili Stassov et du jardinier T. Grey. Le choix des fleurs est fait en fonction du court été du nord : des azalées , des genêts, des pommiers. La première floraison pouvait être admirée dans le jardin suspendu au printemps et la seconde l'était dans les résidences d'été où les plantes étaient emportées. La reconstruction se prolongea de 1840 à 1843.
La disposition générale du jardin était celle du paysagiste Humphry Repton et était formée de cercles, d'ovales, de carrés, de différentes mesures le long des galeries du jardin. Les arbres étaient disposés en triangles qui permettent de les associer à des dessins sur les emblèmes de la franc-maçonnerie. Les symboles géométriques du plan sont regroupés par ensembles qui forment la composition générale du jardin. Chaque mois, la palette du jardin était modifiée pour que dans chaque partie de l'ensemble, l'aspect décoratif subsiste et souligne les caractéristiques propres de chaque saison. Les jardiniers compilaient des listes de plantes nécessaires pour obtenir ces résultats.

### Réalisation du jardin d'hiver
Dans les années 1850 l'architecte Andreï Stackenschneider édifie le jardin d'hiver dans la partie nord.

## État actuel

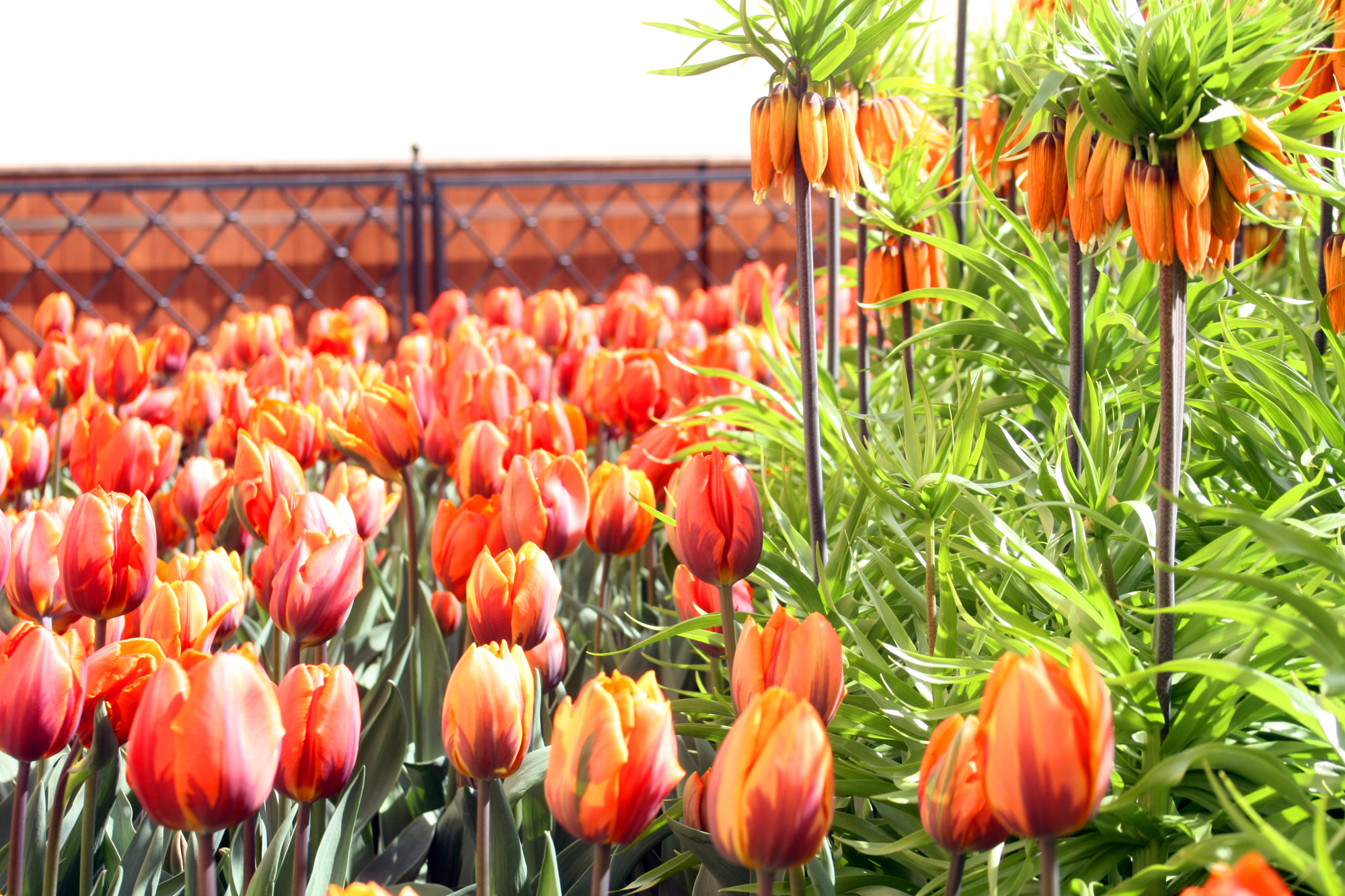
Fritillaire pintade Aurora et tulipes Ermitage

En 2004, le jardin est fermé pour effectuer une étude complète de la reconstruction technique comprenant le changement de la couche d'étanchéité et du drainage et le retour à la situation du jardin en 1843—1855. Le pavage a été remplacé par un asphalte spécial. Avant le début des travaux, les aubépines, cotonéasters, lilas Forsythias ont été transplantés au Vieux village, le centre de restauration et de stockage du musée de l'Ermitage. La restauration ne s'est terminée qu'en 2011. Le jardin d'hiver d'Andreï Stackenschneider n'a pas été restauré mais a été protégé par un parapet. Au printemps 2012, on a pu assister à une nouvelle floraison des plantes du jardin

### Plantations
La période de restauration du jardin a été marquée par les réalisations de deux architectes : Vassili Stassov (1843—1845) et Andreï Stackenschneider (1855) et des jardiniers : Т. Grey et V. F. Grey. Les arbres et arbustes à fleurs sont sélectionnés de telle manière que du printemps à l'automne il est coloré différemment. On y trouve entre autres de la Fritillaire pintade (Aurora), des tulipes, des amélanchiers, des variétés de la famille des elaeagnaceaes, des prunus, des pommiers et des lilas.

### Décorations sculpturales
En 2009, les statues ont été reconstituées dans leur état premier par copiage et moulage en béton polymère.

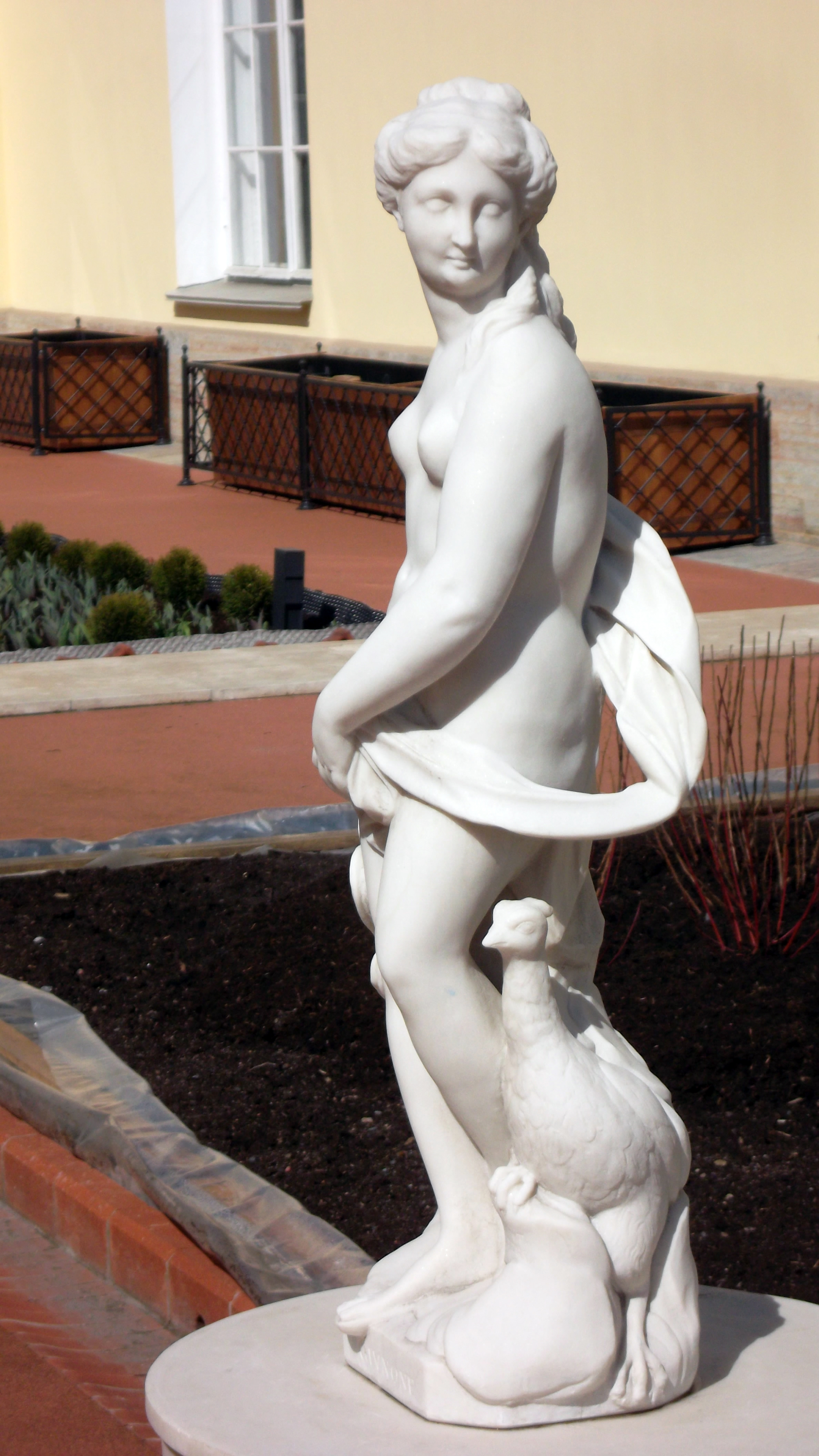
La jeunesse
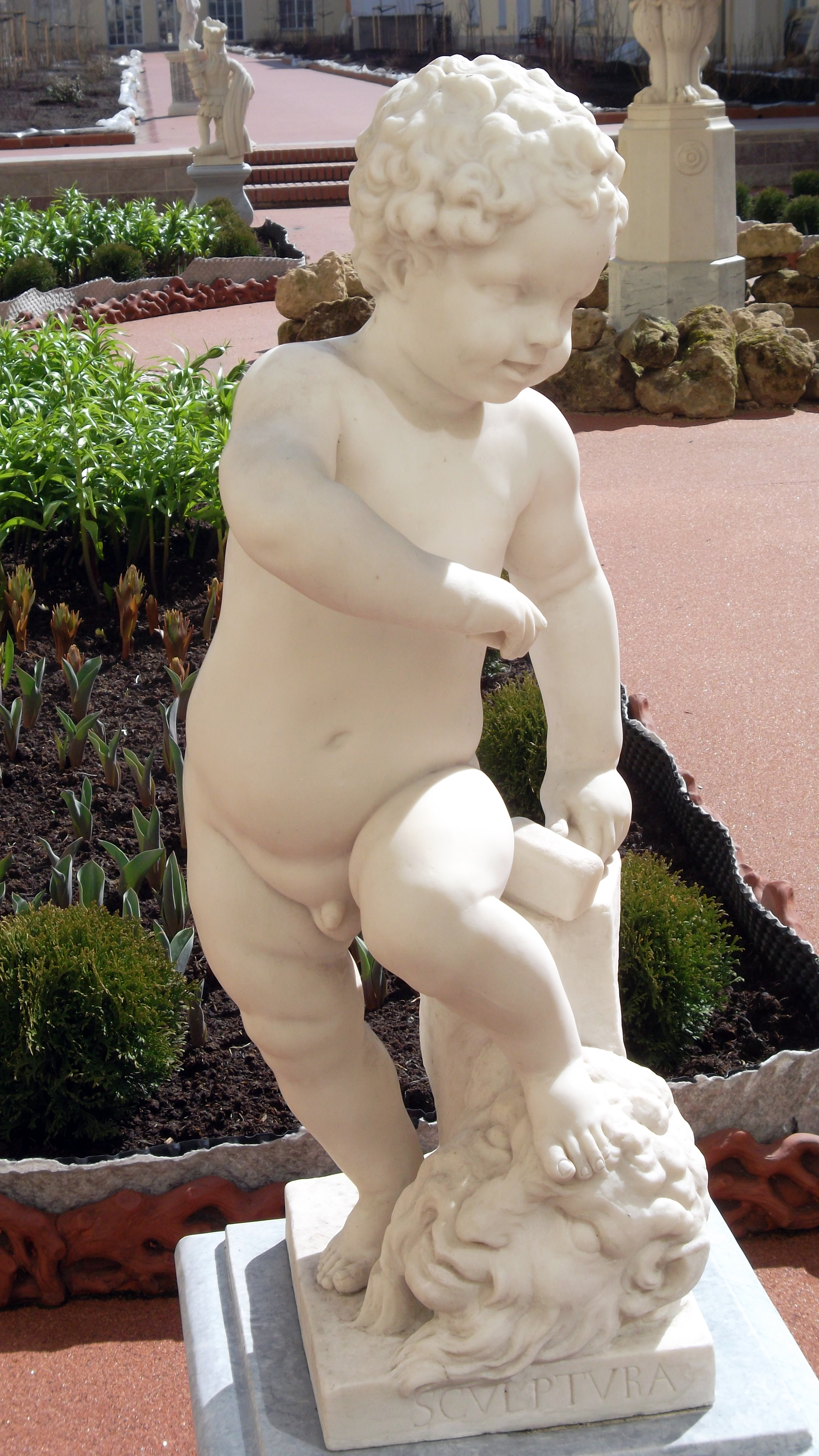
La sculpture
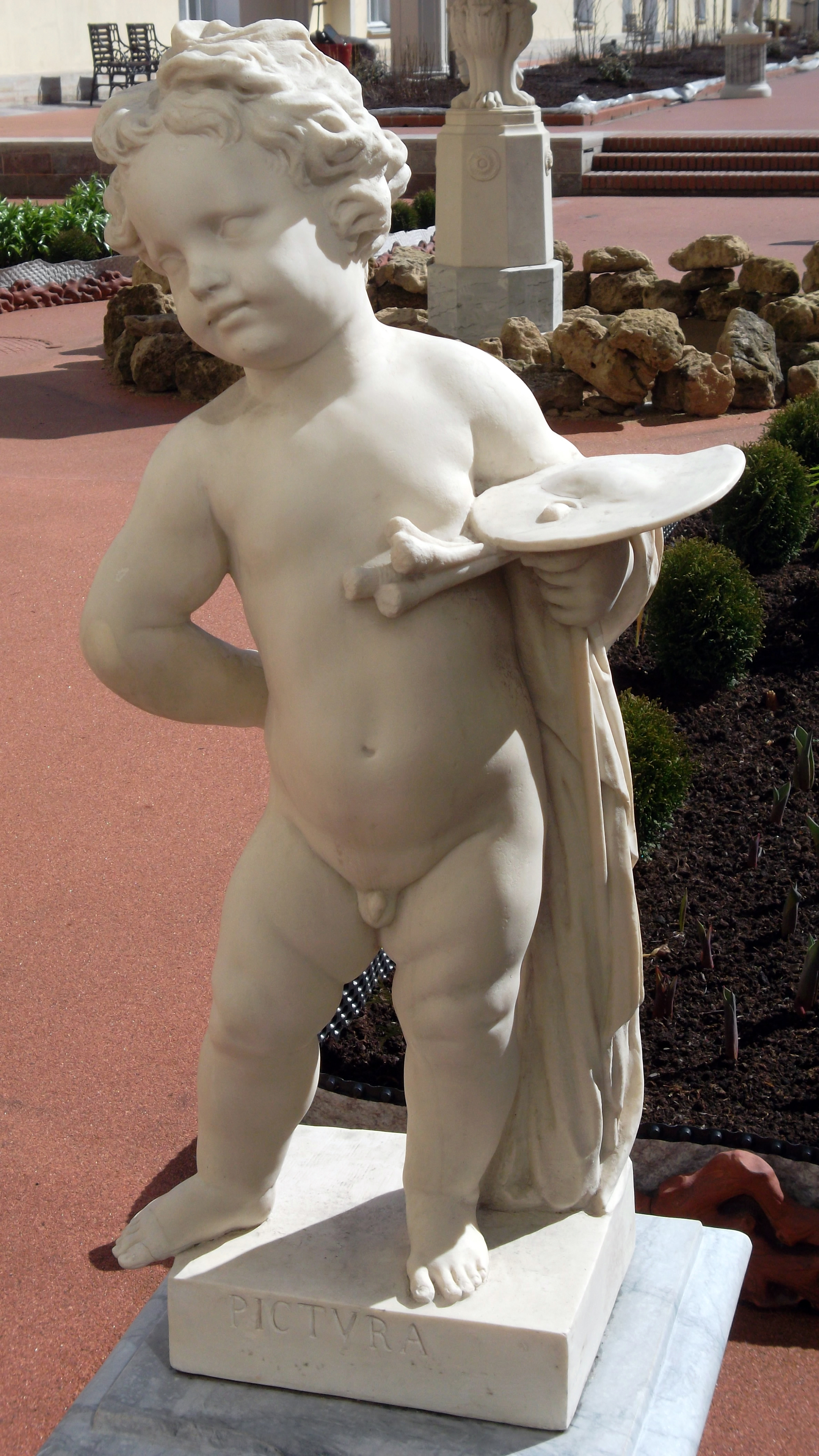
La peinture
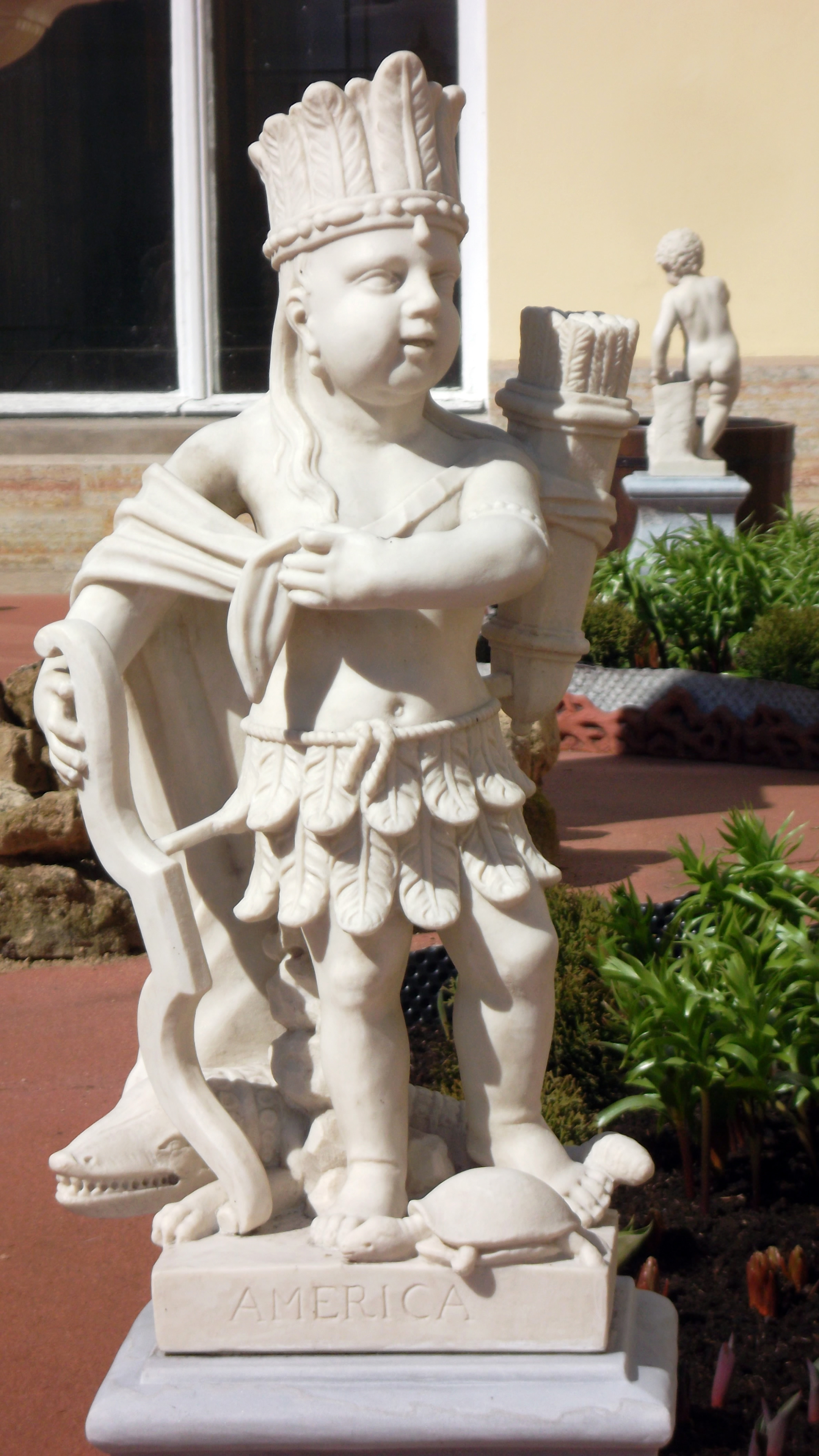
L'Amérique